# Kemoko Turay
Kemoko Turay (Newark, 11 luglio 1995) è un giocatore di football americano statunitense che milita nel ruolo di defensive end per gli Carolina Panthers della National Football League (NFL). Fu scelto nel corso del 2º giro (52º assoluto) del Draft NFL 2018. Al college ha giocato a football a Rutgers.

## Carriera universitaria
Turay frequentò la Rutgers University e giocò per i Rutgers Scarlet Knights dal 2014 al 2017. In quattro stagioni come defensive lineman disputò 44 partite (delle quali 10 da titolare), totalizzando 103 tackle combinati (54 singoli), 20,5 placcaggi con perdita di yard, 15,5 sack, tre calci bloccati, quattro passaggi deviati, un fumble forzato e tre recuperati di cui uno ritornato per touchdown.

## Carriera professionistica

### Indianapolis Colts
Turay fu scelto nel corso del secondo giro (52º assoluto) nel Draft NFL 2018 dagli Indianapolis Colts. Debuttò come professionista partendo subentrando nella gara del primo turno contro i Cincinnati Bengals. Due settimane dopo mise a segno i suoi primi 1,5 sack contro i Philadelphia Eagles. Terminò la stagione 2018 con 14 presenze (di cui tre da titolare), 15 tackle totali (11 solitari e 4 assistiti), quattro sack e un fumble forzato.

### San Francisco 49ers
Il 14 aprile 2022 Turay firmò un contratto di un anno con i San Francisco 49ers.

### Atlanta Falcons
Il 28 luglio 2023 Turay firmò con gli Atlanta Falcons.

### Carolina Panthers
Il 26 luglio 2024 Turay firmò  con i Carolina Panthers. Tuttavia, dopo un infortunio, il 5 agosto fu inserito in lista infortunati.